# Bionectria tonduzii
Bionectria tonduzii är en svampart som beskrevs av Speg. 1919. Bionectria tonduzii ingår i släktet Bionectria och familjen Bionectriaceae.   Inga underarter finns listade i Catalogue of Life.